# Сен-Жиль
Сен-Жиль (фр. Saint-Gilles, нидерл. Sint-Gillis) — одна из 19 коммун, составляющих Брюссельский столичный округ королевства Бельгия. Как и другие районы Брюсселя, он официально двуязычный. Официально признаны французский язык, на котором говорит до 80 % населения, и нидерландский языки. Расположен в центре Брюсселя. Площадь — 2,52 км². Плотность населения превышает 18 600 чел./км², что значительно выше среднего брюссельского показателя.

## Динамика населения
Сен-Жиль возник в результате роста Брюсселя и вхождения в его состав деревни Оббрюссель.
Численность населения:
- 1850 год — 4 950 человек
- 1860 год — 6 800
- 1880 год — 33 000
- 1910 год — 60 000
- 2008 год — 45 235
- 2009 год — 47 276

42,1 % жителей — иностранцы, преимущественно мигранты из Пакистана, Турции, Марокко, Португалии и др. Значительная часть автохтонного франкоязычного населения покинуло коммуну, переселившись в менее густонаселённые и более экологически чистые коммуны Брюссельской периферии. По этой причине Сен-Жиль является одним из самых малоимущих коммун Брюсселя. Уровень безработицы в нём достигает 27,12 %. Основное коммунообразующее предприятие — Южный вокзал.[стиль]